# Ouverture facile

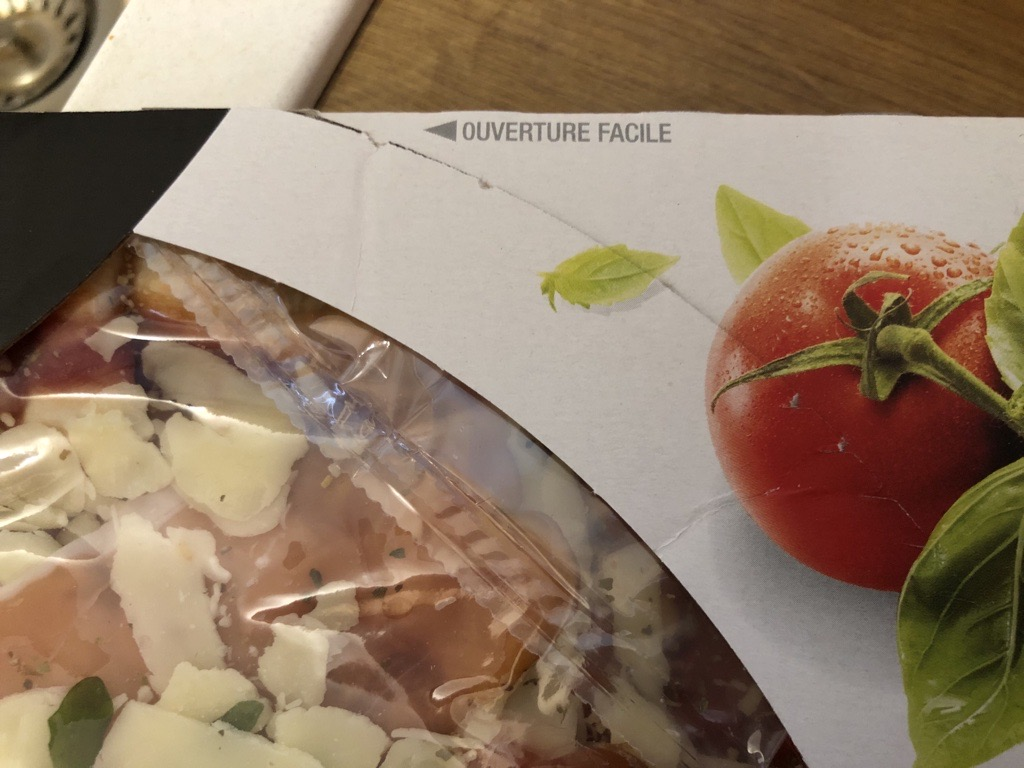
Ouverture facile sur une boite de pizza.

L'ouverture facile est une propriété de certains emballages, principalement alimentaires, et une expression diversement mise en avant pour indiquer que l'accès au contenu se fait par un dispositif facilitateur, que ce soit une languette, une prédécoupe, un décapsuleur intégré...
Les caractéristiques que devraient avoir les dispositifs mis en avant par ce terme ne sont pas  définis par une réglementation, la loi précisant uniquement une exigence d'acceptabilité pour le consommateur.
Au-delà de l'argument marketing, la question d'une ouverture facile peut être de conséquence pour l'accessibilité d'une gamme de produits aux personnes âgées ou en situation de handicap.

## Marketing

### Un argument de vente
Une étude de 2012 démontre qu'une grande partie des frustrations autour des emballages réside dans la difficulté à les ouvrir, une petite partie à les refermer. Cette étude précise également qu'il n'est pas intéressant pour les industries agroalimentaires de modifier leurs emballages des produits établis.
La mention d'ouverture facile est un marqueur différenciant un positionnement haut de gamme. L'expérience utilisateur passe par une facilité d’usage et d’utilisation de son produit.

### Wrap rage
La difficulté d'ouverture de certains emballages, dont les blisters, a popularisé la terme de wrap rage aux États-Unis.

## Technologie

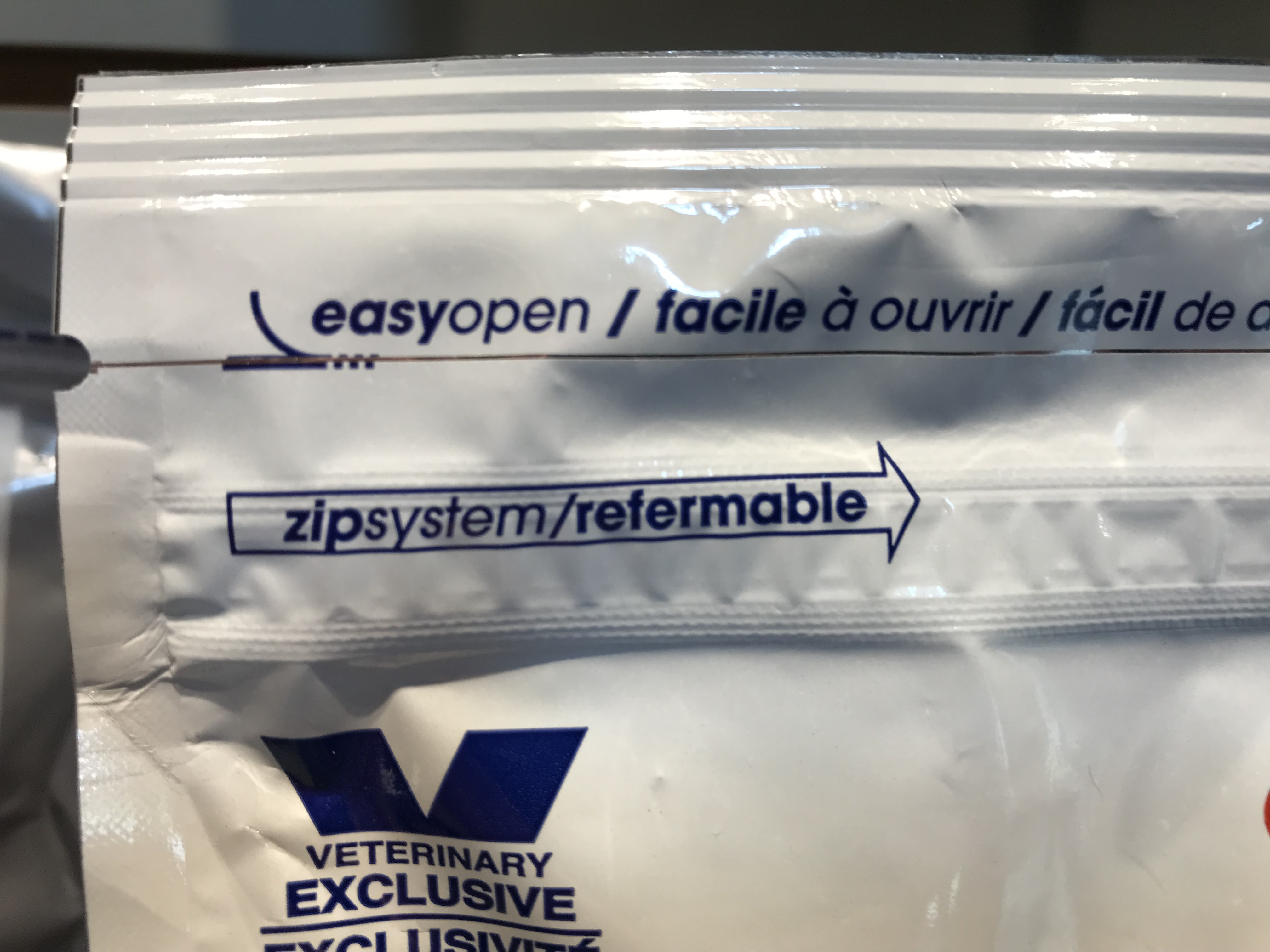
Ouverture facile sur un sachet refermable.

### Normalisation
En 2016, Jean-Vincent Placé, alors Secrétaire d'État chargé de la Réforme de l'État et de la Simplification, essaye de normaliser un label pour les mentions ouverture facile. Une commission est créée. Le Conseil National de l'Emballage produit une étude d'état de l'art pour les emballages selon l'âge de l'usager.

### Pelabilité
La force d'ouverture des opercules est mesurée en newton par rapport à la surface disponible pour saisir la languette. Une personne âgée n'aura en moyenne que 11N de traction sur une languette de 14mm, comparée à 17N pour un adulte. Se permettre d'ajouter la mention pour une société agroalimentaire est une façon de s'ouvrir ce marché. Il existe des formations pour les agents de recherche et développement du packaging pour concevoir des opercules pelables.

### Ouvre boite intégré

Ouverture d'une canette de soda à l'aide d'un anneau de Fraze.

Les canettes de soda sont équipées d'ouvre-boîte incorporé, nommés anneau de Fraze d'après l'inventeur du système Ermal C. Fraze (en).

### Bocaux

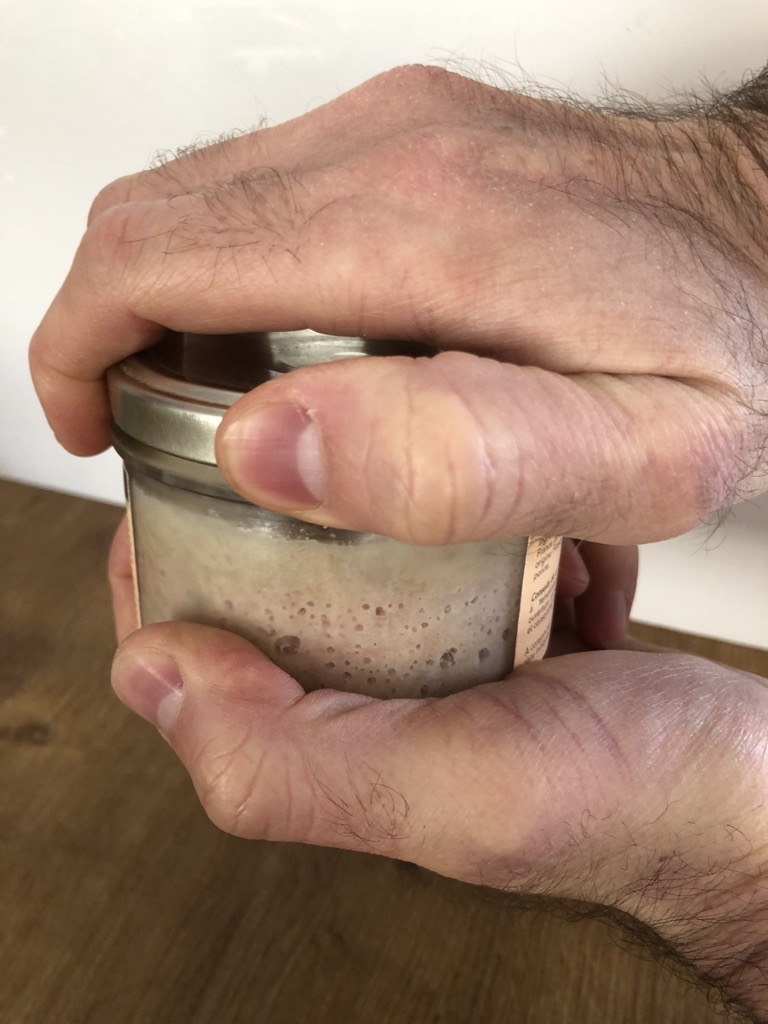
Effort d'ouverture d'un couvercle de bocal.

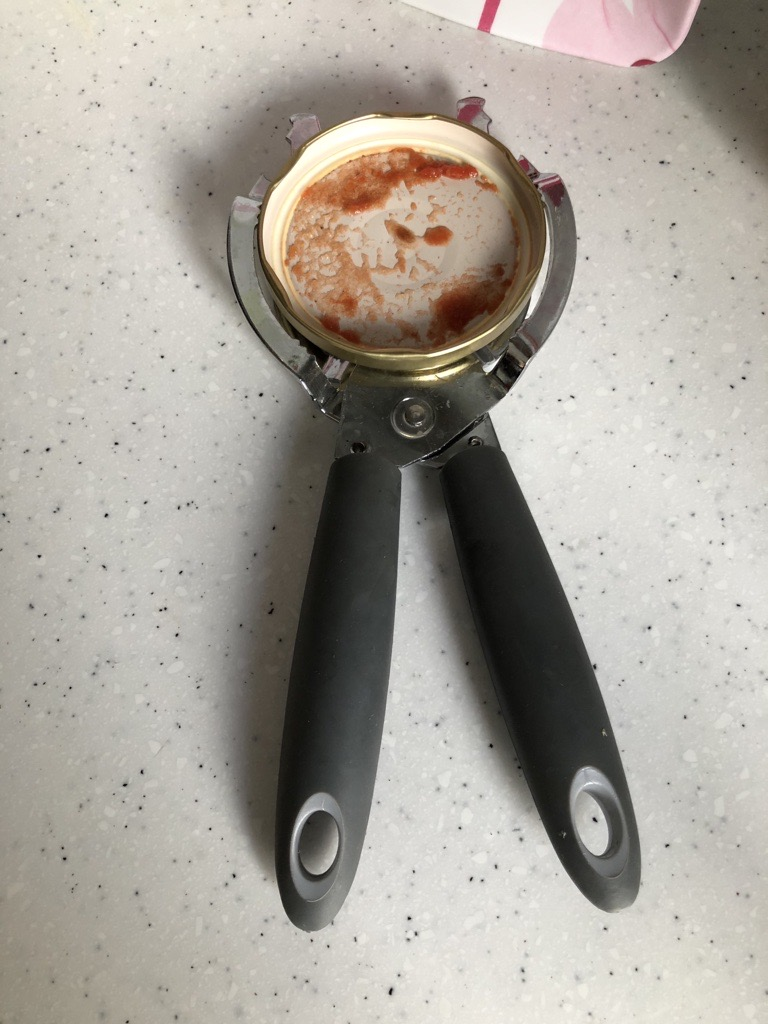
Couvercle ouvert à l'aide d'un ouvre-bocal.

La rotation d'un couvercle d'un bocal dépend de son diamètre, de la dépression de l'espace de tête, et du grip du couvercle. Cette force est mesurée en newtons mètres (N m), en moyenne 6 N m pour une femme et 9 N m pour un homme. Dans de nombreux cas, la force nécessaire à cette ouverture est supérieure à la force des utilisateurs. Il est possible d'acquérir un ouvre-bocal dans le commerce.